# 雁門郡
雁门郡，中国古代的郡，位於今中國山西。原為樓煩領土，战国赵武灵王擊破樓煩、林胡後，佔有此地，在此設郡。
秦、西汉治所在善无县（今山西省朔州市右玉县南）。辖境约当今山西省河曲、五寨、宁武等以北，恒山以西，内蒙古自治区黄旗海、岱海以南地。东汉移治阴馆县（今山西省朔州市东南），三国魏移治广武县（今山西省忻州市代县西）。
隋朝开皇初年，废雁门郡。大业初改代州为雁门郡，治所在雁门县（即今代县）。唐朝武德元年（618年）复改为代州，天宝初又改为雁门郡，下辖雁门县、繁畤县、五台县、崞县、唐林县，乾元初又复改为代州。
唐朝雁门郡太守
- 赵某（天宝年间）
- 吉温（751年）
- 贾循（752年—755年）